# A legnagyobb könyvtárak listája
A legnagyobb könyvtárak listája 2008-as adatok alapján:
| Kép | Név                                     | Elhelyezkedése                                       | Jegyzékbe vett tételek száma | Éves szintű látogatottság | Költségvetés    | Alkalmazottak |
| --- | --------------------------------------- | ---------------------------------------------------- | ---------------------------- | ------------------------- | --------------- | ------------- |
|     | British Library                         | Egyesült Királyság, London                           | 170 millió                   | 1,75 millió               | 141 millió £    | 1977          |
|     | Kongresszusi Könyvtár                   | Amerikai Egyesült Államok, Washington                | 160 millió                   | 1,75 millió               | 647 millió $    | 3624          |
|     | Kanadai Nemzeti Könyvtár                | Kanada, Ottawa                                       | 54 millió                    |                           | 95 millió $     | 858           |
|     | New York-i Közkönyvtár                  | Amerikai Egyesült Államok, New York                  | 53,1 millió                  | 18 millió                 | 250 millió $    | 2937          |
|     | Orosz Állami Könyvtár                   | Oroszország, Moszkva                                 | 44,4 millió                  | 1,17 millió               | 1640 millió RUB | 1972          |
|     | Francia Nemzeti Könyvtár                | Franciaország, Párizs                                | 40 millió                    | 1,3 millió                | 254 millió €    | 2668          |
|     | Orosz Nemzeti Könyvtár                  | Oroszország, Szentpétervár                           | 36,5 millió                  | 1 millió                  |                 |               |
|     | Japán Nemzeti Könyvtár                  | Japán, Tokió és Kiotó                                | 35,6 millió                  | 654 ezer                  | 21,8 milliárd ¥ | 908           |
|     | Dán Királyi Könyvtár                    | Dánia, Koppenhága                                    | 35,1 millió                  | 850 ezer                  | 385,9 DKK       | 610           |
|     | Kínai Nemzeti Könyvtár                  | Kína, Peking                                         | 33,8 millió                  | 5,2 millió                |                 | 1365          |
|     | Spanyol Nemzeti Könyvtár                | Spanyolország, Madrid                                | 32,5 millió                  |                           | 29,4 millió €   | 1090          |
|     | Német Nemzeti Könyvtár                  | Németország, Lipcse és Frankfurt                     | 30,9 millió                  | 197 ezer                  | 50,3 millió €   | 645           |
|     | Orosz Tudományos Akadémia Könyvtára     | Oroszország, Szentpétervár                           | 26,5 millió                  |                           |                 |               |
|     | Berlini Állami Könyvtár                 | Németország, Berlin                                  | 23,4 millió                  | 1,4 millió                |                 |               |
|     | Bostoni Közkönyvtár                     | Amerikai Egyesült Államok, Boston                    | 22,4 millió                  |                           | 38,9 millió $   |               |
|     | New York-i Állami Könyvtár              | Amerikai Egyesült Államok, Albany (New York)         | 20 millió                    |                           |                 |               |
|     | Harvard Egyetem Könyvtára               | Amerikai Egyesült Államok, Cambridge (Massachusetts) | 18,9 millió                  |                           |                 | 922           |
|     | Svéd Nemzeti Könyvtár                   | Svédország, Stockholm                                | 18 millió                    |                           |                 |               |
|     | Vernadszkij Nemzeti Tudományos Könyvtár | Ukrajna, Kijev                                       | 15 millió                    | 500 ezer                  | 50,3 millió ₴   | 900           |

## Fordítás
- Ez a szócikk részben vagy egészben  a   List of largest libraries című angol Wikipédia-szócikk ezen változatának fordításán alapul.  Az eredeti cikk szerkesztőit annak laptörténete sorolja fel. Ez a jelzés csupán a megfogalmazás eredetét és a szerzői jogokat jelzi, nem szolgál a cikkben szereplő információk forrásmegjelöléseként.